# الکساندر ویلیام ویلیامسون
الکساندر ویلیام ویلیامسون (انگلیسی: Alexander William Williamson؛ زاده ۱ مه ۱۸۲۴ – درگذشته ۶ مه ۱۹۰۴) یک دانشمند در زمینه اهل بریتانیا بود.